# 米田知子
米田 知子（よねだ ともこ、1965年 - ）は、ロンドンを拠点に活動してきた写真家。兵庫県生まれ。1989年、イリノイ大学シカゴ校芸術学部写真学科卒業、1991年、ロイヤル・カレッジ・オブ・アート修了。「目には見えないもの」をテーマに写真作品を制作している。近年は、日本やアジアの近代化に目を向けた作品も手がけている。

## 主な展覧会
個展
- 「Topographical Analogy」（ツァイト・フォト・サロン、東京、1997年）
- 「Luminary」（ルーム、ジェンティリー、1999年）
- 「Between Visible and Invisible」（ツァイト・フォト・サロン、2000年）
- 「Tomoko Yoneda」（ゼルダ・チートル・ギャラリー、ロンドン、2000年）
- 「記憶と不確実さの彼⽅」（資⽣堂ギャラリー、東京、2003年）
- 「Scene Collective Forgetting」（ゼルダ・チートル・ギャラリー、ロンドン、2003年）
- 「震災から10年」（芦屋市⽴美術博物館、兵庫、2005年）
- 「After Amnesia: Scenes of Conflict That Have Forgotten Their Past」（⼤和ジャパンハウス、ロンドン、2005年）
- 「雪解けのあとに」（シュウゴアーツ、東京、2005年）
- 「モノクロームの仕事 1996-2003」（シュウゴアーツ、東京、2006年）
- 「終わりは始まり」（原美術館、東京、2008年）
- 「Beyond Memory and Uncertainty」（SAGE Paris、パリ、2009年）
- 「Rivers become oceans」（シュウゴアーツ、東京、2009年）
- 「Japanese House」（シュウゴアーツ、東京、2011年）
- 「暗なきところで逢えれば」（東京都写真美術館、東京、2013年）（姫路市⽴美術館、兵庫、2014年）
- 「Rooms」（シュウゴアーツ、東京、2013年）
- 「Beyond Memory」（Grimaldi Gavin、ロンドン、2015年）
- 「アルベール・カミュとの対話」（パリ⽇本⽂化会館、パリ、2018年）
- 「アルベール・カミュとの対話」（シュウゴアーツ、東京、2019年）

## パブリックコレクション
- Harvard Art Museums（ボストン）
- IZU PHOTO MUSEUM （静岡）
- Queensland Art Gallery （ブリスベン）
- The Yale Center for British Art
- UBS アートコレクション (ロンドン)
- カスヤの森現代美術館 （神奈川）
- カディスト美術財団 （パリ/ サンフランシスコ）
- サンフランシスコ現代美術館（サンフランシスコ）
- シカゴ⼤学 (シカゴ)
- ジョイ・オブ・ギビング・サムシング (JGS) （ニューヨーク）
- トヨタ⾃動⾞株式会社 (豊⽥)
- ビクトリア＆アルバート美術館 (ロンドン)
- ヒューストン美術館 (ヒューストン)
- ブリティッシュ・カウンシル (ロンドン)
- プリンストン⼤学 (ニュージャージー)
- ヨーロッパ写真美術館(パリ)
- 芦屋市⾕崎潤⼀郎記念館（兵庫）
- 横浜美術館 (横浜)
- 株式会社アマナ
- 株式会社ニッセイ基礎研究所 （東京）
- 原美術館 （東京）
- 国際交流基⾦ (東京)
- 国⽴国際美術館 (⼤阪)
- 資⽣堂アートハウス (静岡)
- 上海美術館（中国）
- 森美術館 (東京)
- 東京都写真美術館 (東京)
- 東京藝術⼤学⼤学美術館 （東京）
- 姫路市⽴美術館（姫路）
- 兵庫県⽴美術館（神⼾）
- ⽇産⾃動⾞株式会社（神奈川）

## 受賞歴およびコミッションワーク歴
- 1995年 - オブザーバー・デヴィッド・ホッジ・メモリアル・トラスト・アワード（ロンドン） 第3位
- 1996年 - フューチャー・ビジョン、ザ・フォトグラファーズ・ギャラリー（ロンドン） 第2位
- 2006年 - IPRN EU カルチャー2000 チェンジング・フェイシズ・コミッション
- 2009年 - ニューフォトグラフィ パヴィリオンコミッションズ（リーズ）
- 2011年 - TWS ⻘⼭クリエイター・イン・レジデンス 平成 23 年度国内クリエイター制作交流プログラム
- 2014年 - 芸術選奨⽂部科学⼤⾂新⼈賞
- 2015年 - NISSAN ART AWARD Finalist

## 出版
- 2004年 - 「between visible」NAZRAERI PRESS
- 2008年 - 「終わりは始まり」原美術館
- 2013年 - 「暗なきところで逢えれば」東京都写真美術館編集、平凡社
- 2014年 - 「雪解けのあとに」⾚々舎